# Керъл (окръг, Кентъки)
Окръг Керъл (на английски: Carroll County) е окръг в щата Кентъки, Съединени американски щати. Площта му е 355 km², а населението - 10 155 души (2000). Административен център е град Керълтън.